# 2011年保加利亞總統選舉
2011年保加利亞總統選舉舉辦於2011年10月23日。本次選舉有兩位候選人參選，分別是保加利亞社會黨的伊瓦伊洛·卡爾芬和保加利亞歐洲發展公民黨的羅森·普列夫內利耶夫。選舉結果是羅森·普列夫內利耶夫以52.6%的得票率當選。